# Minisode1: Blue Hour
『minisode1: Blue Hour』（ミニソード1: ブルー・アワー）は、韓国の5人組男性アイドルグループTOMORROW X TOGETHERの韓国での3rdミニアルバムである。2020年10月26日にBig Hit Entertainment、Dreamus、リパブリック・レコードよりリリースされた。

## 背景

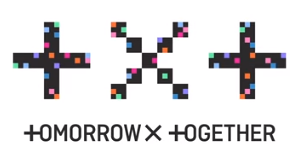
今回のリリースより発表されたグループロゴ

2020年9月21日、Big Hit Entertainmentはモーショングラフィック映像を公開し、3rdミニアルバムである本作の発売が発表された。
1stミニアルバム『THE DREAM CHAPTER: STAR』を皮切りに、1stスタジオアルバム『THE DREAM CHAPTER: MAGIC』、2ndミニアルバム『THE DREAM CHAPTER: ETERNITY』まで「THE DREAM CHAPTER」シリーズを通して夢を追う少年たちの成長を伝えてきた。本作は「THE DREAM CHAPTER」で、次のシリーズに進む前にメンバーが聞かせてくれる小さな物語という位置づけである。

メンバーは、ティーンヴォーグのインタビューの中で、この本作は新型コロナウイルス感染症の世界的流行の中で全ての曲をレコーディングしたことを明らかにした。
| 「 | 本作は、「THE DREAM CHAPTER」で、次のシリーズに進む前にメンバーが聞かせてくれる小さな物語という位置づけです。友達との関係に変化が生じた時に、誰もが直面する「慣れない気持ち」について語られています。心がけたのは、自分たちにしか伝えられないストーリーを届けること。新型コロナウイルス感染症の世界的流行のような不測の事態の経験を、自分たちのサウンドと新鮮なエネルギーで伝えようとしました。 | 」 |
| —SOOBIN（ナショナル・アカデミー・オブ・レコーディング・アーツ・アンド・サイエンスでのインタビューより） | |    |

## 音楽性
本作は、予期せぬパンデミックの中で孤立し、感情を失っているティーンエイジャーの目線で書かれた5曲で構成されている。曲中には、希望、孤独、不慣れ、絶望、共感、つながりを連想する内容が盛り込まれている。また、ディスコ、ロック、R&Bなど幅広いジャンルが用いられている。

### Ghosting
「Ghosting」は、ノスタルジックなインディー・ロックと1980年代のニュージェイズ・ソフト・バラードとなっている。コーラスでのヴォーカルハーモニーとヴィンテージサウンドから始まり、エレキギターとシンセサイザーのメロディックなアレンジで進む。歌詞には"ghosting"や"being ghosted"という言葉が使われており、世界から切り離された時の戸惑いや落胆が語られている。スビンとテヒョンは、この曲の作詞をインディーズポップ歌手のレノン・ステラと共同で行った。

### Blue Hour
「Blue Hour」は、シンセサイザーを多用したアップテンポなディスコ＆ダンス・ミュージックとなっている。グループとしてディスコミュージックは、初の試みとなる。Slow rabbitと"hitman" bangの共作で、ファンキーな4つ打ち、リズムギター、グルーヴィーなベースビートを使用している。ブリッジではエレキギター、セグメントでは低音のダンスブレイクを用いており、バンドの滑らかなボーカルが特徴的なソフトで爽やかな曲となっている。この曲の別名は「5時53分の空で見つけた君と僕」で、10月のソウル特別市内のゴールデンタイムである午後5時53分にちなんでいる。日没時の空の色に比喩し、"過去の美しい思い出を想像力で蘇らせたい "という思いを歌っている。

### We Lost the Summer
「We Lost the Summer」は、イギリスのシンガーソングライターであるチャーリー・エックス・シー・エックスが共作した南国風のダンスホールレゲエ。ギターをバックに、"メランコリック "なメッセージ性を持ちながらも、晴れやかな演出が施されている。90年代の韓国の金融危機をテーマにした1998年の韓国ポップソング、ハンズ・バンドの「アーケード」にインスパイアされ、"パンデミックによって世界がひっくり返ったティーンエイジャー"を描いている。ボムギュはこの曲について次のように語っている。
| 「                                               | 多くのティーンエイジャーは学校に行けなくなり、一緒にいることができなくなりました。メモを渡したり、イヤホンを共有したりしていましたが、これは世界中のティーンエイジャーが共感できるテーマであり、私たちは音楽を通してそれを取り上げたかったのです。 | 」 |
| —BEOMGYU（ティーンヴォーグでのインタビューより） | |    |

### Wishlist
「Wishlist」は、ヒュニンカイとヨンジュンが共同作曲した、高揚感のあるギターベースのポップロック曲。愛する人への贈り物を用意する少年の物語を叙情的に描かれている。

### Way Home
「Way Home」は、ボーカル、トラップ・ビート、ドラム、シンセサイザーのハーモニーが織り成す未来的なR&Bソングで、明るいサウンドとは一線を画したメロディを披露している。学校から歩いて帰ってくる少年の寂しさを捉え、仲間の必要性を強調した曲となっている。ヨンジュンのインタビューでは、「不安な気持ちになっても、お互いを思い出す限りは一緒にいるという信念」が込められているという。

## タイトルとアートワーク
本作のタイトルにもある「Blue Hour」というフレーズは、ブルーアワーの時間帯に現実世界の瀬戸際に立たされる少年たちの物語を暗示している。アルバムのリリースに先駆け、「R Ver.」「AR Ver.」「VR Ver.」の3種類のコンセプト写真を公開した。「R Ver.」では、"メンバーは実際には一緒にいるが、オンライン空間では孤独"という描写をした。「AR Ver.」では、"自宅での孤独と、むしろ居たい場所とのギャップ"が描かれた。「VR Ver.」では、"オンラインが主流の今日のライフスタイルを反映した無限の仮想空間"を表現した。
| 「       | このアルバムのビジュアル面の目標は、物理的に家にいながらコミュニケーションと一体感のあるオンライン空間の発展を反映させることでした。今ではオンラインで人と出会い、互いに時間を過ごすことが、より自然になりました。それは私たちの文化の変化であり、私たちが友人と共有する「空間」の定義なのです。ビジュアルの要素は、オンラインやバーチャルな空間でつながっているときに感じる幸せや喜びを表現することを意図しています。鮮やかな色は、私たちのパーソナルスペースを表現しています。 | 」 |
| —BEOMGYU | |    |

## プロモーション
9月21日、モーショングラフィック映像が公開され、本作の発売が発表された。同日よりCDの予約受付もスタートした。それぞれブルー、ピンク、パープルのパステルカラーでパッケージされた「R Ver.」「AR Ver.」「VR Ver.」の3形態で発売された。9月29日、“5:53”が表示されたピクセルアートに続き、それぞれの場所からオンライン空間で共に過ごすメンバーの姿を写した“Rバージョン”のコンセプトフォトが公開された。10月6日に仮想世界の中のメンバーの姿を表現した“VRバージョン”、10月8日に“部屋の中にいることしかできない現実”と学校や海、遊園地など“仮想の行き先”の間で旅を楽しむ5人の姿を切り取った“ARバージョン”のコンセプトフォトが公開された。10月9日、アルバムのトラックリストが公開された。10月12日から16日まで、各メンバーの個別ティーザー動画が公開された。10月18日にアルバムのリード曲「Blue Hour」のミュージックビデオのグループティーザー第1弾が公開され、その後、10月20日に第2弾のティーザーが公開された。10月23日には、アルバムに収録されている楽曲のプレビューが公開された。10月26日にCDとデジタル配信で発売された。アルバムのリリースに合わせて、LumpensのGuzzaが監督を務めた「Blue Hour」のミュージックビデオが公開された。11月9日には、パフォーマンスバージョンの映像が公開された。
アルバム発売の数時間前、YES24ライブホールで発売記念オンラインショーケースを開催し、YouTubeを通じて配信された。10月27日、KBS Cool FMにゲスト出演した。TikTokでは同日、ハッシュタグ「#BlueHour_Moment」をつけたダンスチャレンジが開始された。また、10月29日に放送された『M COUNTDOWN』で「Blue Hour」を披露し、KBSの『ミュージックバンク』、SBS MTVの『THE SHOW』、MBC Mの『SHOW CHAMPION』、SBSの『SBS人気歌謡』にも出演し、同曲を披露した。11月2日にカカオTVのカムバックショー『MU: トークライブ』で「Blue Hour」と「We Lost the Summer」を披露した。プロモーション2週目の11月3日の『THE SHOW』では、「Blue Hour」が1位を獲得した。11月8日に放送されたSBS Power FMの『Cultwo Show』に出演し、「Blue Hour」を披露した。11月17日にGeniusの『Open Mic』、11月19日正午にMBC FM4Uの『キム・シニョンのホープソング』で「Blue Hour」を披露した。
11月10日、アルバム収録曲「We Lost the Summer」のミュージックビデオのグループティーザーを公開した。11月12日にソロスチール、11月13日にティーザー映像がそれぞれ公開され、ミュージックビデオが公開された。
12月21日、TBSの『CDTVライブ!ライブ!クリスマススペシャル』で「5時53分の空で見つけた君と僕[Japanese Ver.]」を世界で初めて披露した。

## 収録曲
| #         | タイトル                                                                        | 作詞・作曲 | プロデューサー      | 時間  |
| --------- | ------------------------------------------------------------------------------- | --- | ------------------- | ----- |
| 1.        | 「Ghosting」                                                                    | Boeun Kim, Chris James, David Charles Fischer, Slow Rabbit, Erin McCarley, Heejoo Lee, Jaekyu Jung, Jeongmi Kim, Jieun Jeon, Huening Kai, Kyler Niko, Lennon Stella, Ru Uth, Sueran Lee, Sonjong Hwang, Soobin, Submin Kim, Taehyun, Wuhyun Park, El Capitxn | El Capitxn          | 3:43  |
| 2.        | 「Blue Hour」(5時53分の空で見つけた君と僕 / 5시 53분의 하늘에서 발견한 너와 나) | Slow Rabbit, Kyler Niko, Lil 27 Club, "Hitman" Bang | Slow Rabbit         | 3:29  |
| 3.        | 「We Lost The Summer」(날씨를 잃어버렸어)                                       | Charli XCX, Charlotte Grace Victoria Lee, Colton Ward, Slow Rabbit, Pdogg, Kyle Bladt Knudsen, Lil 27 Club | Slow Rabbit, Pdogg  | 3:31  |
| 4.        | 「Wishlist」                                                                    | Boeun Kim, Cazzo Opeia, Slow Rabbit, Ellen Berg, Heejoo Lee, Huening Kai, Melanie Joy Fontana, Micheal "Lindgren" Schulz, Minyoung Yoon, Sam Klempner, Sueran Lee, "Hitman" Bang, Taehyun, Wuhyun Park, Yeonjun, Yunkyoung Cho                               | Sam Klempner        | 3:12  |
| 5.        | 「Way Home」(하굣길)                                                            | Daewook Chung, Heejoo Leem Hyojung Shin, Huening Kai, Melanie Joy Fontana, Micheal "Lindgren" Schulz, "Hitman" Bang, Sofia Kay, Adora, Subin Kim, Sunjae Oh, Taehyun, Wonderkid, Wuhyun Park, Yeonjun                                                        | Wonderkid, Shinkung | 3:03  |
| 合計時間: | 合計時間:                                                                       | 合計時間: | 合計時間:           | 16:58 |

## チャート成績
10月5日、販売元のDreamusは本作の予約注文が10日間で30万枚を突破し、グループのアルバム予約注文の最高記録を更新したと報告した。10月23日には、アルバムの予約注文が40万枚を突破した。また、11月21日付号の米Billboard 200チャートに25位でデビューし、グループ初の全米トップ40、最高位のアルバムとなった。さらに、ビルボード・ワールド・アルバム・チャートとトップ・アルバム・セールス・チャートの両方で1位を獲得した。韓国のガオンアルバムチャートで初登場3位を記録し、初週30万3,190枚を販売し、『THE DREAM CHAPTER: ETERNITY』で記録した18万1,000枚を突破した。韓国で10月に発売されたアルバムの中で7番目に売れたアルバムで、415,761枚を売り上げた。日本では、オリコンの10月26日から11月1日付「オリコンアルバムチャート」で32,057枚を売り上げて1位を獲得し、『THE DREAM CHAPTER: ETERNITY』に続くグループ2枚目の国内ナンバーワンアルバムとなった。また、Billboard JAPANによると24,462枚を売り上げ、「Top Albums Sales」で首位を獲得した。12月には韓国音楽コンテンツ協会のプラチナ認定を受け、25万枚の出荷を記録した。

### 各国の週間チャート
- オリコン（日本）: 1位[66]
- Japan Hot Albums: 2位[67]
- ガオンチャート（韓国）: 3位[59]
- Billboard 200（アメリカ）: 25位[68]
- Billboard World Albums（アメリカ）: 1位[69]

### 各国の月間チャート
- ガオンチャート（韓国）: 7位[59]

### 認定
- プレミアム: 250,000枚（韓国音楽コンテンツ産業協会）

## 批評
| 専門評論家によるレビュー | 専門評論家によるレビュー |
| レビュー・スコア         | レビュー・スコア         |
| 出典                     | 評価                     |
| ------------------------ | ------------------------ |
| IZM                      | 2.5/5stars               |

発売当時、音楽評論家からは概ね好意的な評価を得た。コリア・ヘラルドのチェ・ジウォンは、本作を"非常に詩的で、グループの以前の音楽と同様にリスナーの感情をかき立てる"と評した。ホン・ダムヨンは同誌の取材に対し、「『THE DREAM CHAPTER: ETERNITY』では、メンバーの暗い面を見せ、若い頃の苦労を描いていた。しかし、本作では、その苦労を乗り越えてきたことを示している」と指摘した。音楽ジャーナリストのジェフ・ベンジャミンは、本作を "今年がもたらす高みと低みのポイントを通しての瞑想"と称賛している。一方、IZMのイム・ソンヒはトラックリストをイージーリスニングとし、"明るくてふっくらとしたエネルギーが広がっていて、息を呑むような..."と評価した。